# 巨神海

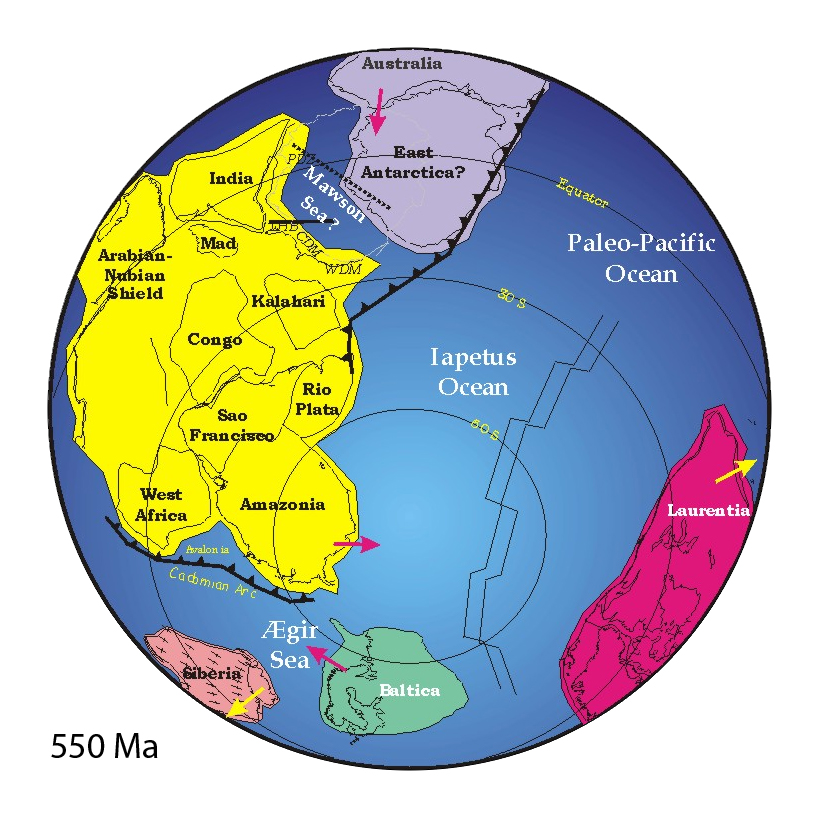
潘諾西亞大陸的重構（5.5億年前）

巨神海是一個存在於新元古代到古生代的海洋（6億到4億年前）。巨神海位於地球的南半球，在古大陸勞倫大陸、波羅地大陸和阿瓦隆尼亞大陸之間。巨神海因為使前述三個大陸合併成歐美大陸的加里東造山運動、塔康造山運動和阿卡迪亞造山運動而消失。
因為巨神海位於數個大陸之間，而這些大陸在之後形成了大西洋兩岸的大陸，因此巨神海被認為是大西洋的前身。而巨神海名稱來自於希臘神話中提坦中的伊阿珀托斯；而祂是阿特拉斯的父親，大西洋的命名由來於阿特拉斯。

## 研究歷史

加里東造山運動（泥盆紀到二疊紀）之後的各大陸位置。不同的生物化石群在紅線（巨神海縫合線）兩端都有出現，是古大陸成為超大陸盤古大陸之前這些大陸之間曾有海洋的證據。

20世紀初，美國古生物學家查尔斯·都利特·沃尔科特注意到了古生代早期底棲性的分布差異。例如屬於太平洋動物相的小油櫛蟲科三葉蟲分布於勞倫大陸、紐芬蘭-拉布拉多西部和蘇格蘭；而屬於大西洋動物相的奇異蟲科三葉蟲分布於波羅地大陸、不列顛群島南部和紐芬蘭東部。20世紀初的地質學家因此假設古生代早期曾經有一個地槽存在於英格蘭和蘇格蘭之間分隔兩地。
1960年代板块构造论發展期間，地質學家约翰·图佐·威尔逊和阿瑟·霍尔姆斯提出在盤古大陸形成以前有一個大西洋前身的海洋。威爾遜也注意到大西洋展開的時間與它的前身海洋閉合的時間大約相等，使威爾遜提出了威爾遜循環假說。

## 地球動力史

### 古生代

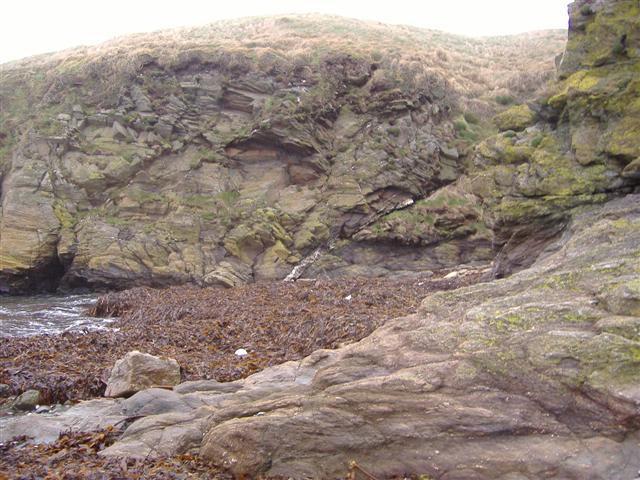
曼島Niarbyl附近的斷層。照片中間附近的狹窄白色對角線是目前唯一已知的明確巨神海存在證據。

古生代早期的巨神海在勞倫大陸（蘇格蘭、格陵蘭和北美洲）西側與波羅地大陸（斯堪地那維亞和東北歐一部分）東側形成廣大的海盆。
這個海洋的南方邊緣受到廣大的古大陸冈瓦那大陆（包含未來的非洲、南美洲、歐亞大陸南部、澳大利亞和南極洲）限制。之後岡瓦那分裂，其中分裂出的地體中有包含現今新英格蘭東部、紐芬蘭南部、新不倫瑞克和新斯科舍部分區域、愛爾蘭南部、英格蘭和威爾斯大部分、低地國和德國北部的阿瓦隆尼亞大陸，該大陸成為巨神海的南方邊界。
巨神海的西南部是在寒武紀早期形成（5.4億年前）的島弧。這個火山島弧是形成於巨神海的海洋地殼隱沒在其他海洋地殼下的隱沒帶上方。自約5.5億年前的寒武紀早期開始，巨神海西方因為隱沒作用逐漸變窄，相同的情況在之後也發生於奧陶紀（4.88到4.44億年前）分別位於北方和東方阿瓦隆尼亞大陸和波羅地大陸向勞倫大陸移動時。
在斯堪地納維亞發現的Finnmarkian相（5.6到4.8億年前）被認為是是因為新的隱沒帶沿著原先是被動邊緣的波羅地大陸西緣形成而產生。
奧陶紀時代波羅地大陸和勞倫大陸各自大陸棚的三葉蟲動物相仍有明顯差異；但在志留紀時因為兩個大陸逐漸接近，出現了兩側動物相混合的狀況。
巨神海的西半部因為4.8到4.3億年前的塔康造山運動使火山島弧和勞倫大陸碰撞而消失。部分科學家認為島弧南方的海洋盆地也是巨神海的一部分，這一部分則是在阿瓦隆尼亞大陸和勞倫大陸相撞的阿卡迪亞造山運動期間消失。
相同時間巨神海的東半部也正在封閉中。阿瓦隆尼亞大陸和波羅地大陸之間的特恩奎斯特海形成於奧陶紀晚期。而這發生在加里東造山運動在波羅地－阿瓦隆尼亞大陸和勞倫大陸之間的兩個分支運動格蘭屏相和斯堪地納維亞相（4.4到4.2億年前）期間。
在志留紀結束時（約4.2億年前），巨神海已完全消失，而巨神海周圍的三個大陸合併成為欧美大陆，也就是之後超大陸盤古大陸的北半部分。

### 新元古代起源
雖然現在對於巨神海在古生代演化和消失的過程已經很明確了解，對於該海洋起源的地球動力狀態卻所知較少。新元古代晚期（約8億年前）波羅地大陸、勞倫大陸和數個克拉通形成岡瓦那大陸，之後成為超大陸羅迪尼亞大陸的一部分。
目前這些大陸的分布狀況仍未清楚了解。不過目前對於羅迪尼亞大陸北半部的克拉通內盆地在成冰纪（8.5到6.3億年前）的演化已有明確了解，那是目前已知的羅迪尼亞大陸分裂的第一個前兆（其他部分可能更早分離）。
在斯堪地那維亞有許多玄武岩質的岩脈形成年代是在6.7到6.5億年之間。這時間被認為是裂谷開始形成，之後形成巨神海的證據。紐芬蘭-拉布拉多的Long Range岩牆群也被認為是在巨神海形成期間形成的。

### 書籍
- Cocks, L.R.N. & Fortey, R.A.; 1990: Biogeography of Ordovician and Silurian faunas, in: McKerrow, W.S. & Scotese, C.F.（eds.）: Palaeozoic Palaeogeography and Biogeography, Geological Society of London Memoirs 12, pp. 97–104.
- Harland, W.B. & Gayer, R.A.; 1972: The Arctic Caledonides and earlier oceans, Geological Magazine 109, pp. 289–314.
- Meert, J.G. & Torsvik, T.H.; 2003: The making and unmaking of a supercontinent: Rodinia revisited, Tectonophysics 375, pp. 261–288.
- Stanley, S.M.; 1999: Earth System History, W.H. Freeman & Co, ISBN 0-7167-2882-6.
- Torsvik, T.H. & Rehnström, E.F.; 2003: The Tornquist Sea and Baltica–Avalonia docking, Tectonophysics 362, pp. 67– 82.
- Torsvik, T.H.; Smethurst, M.A.; Meert, J.G.; Van der Voo, R.; McKerrow, W.S.; Brasier, M.D.; Sturt, B.A. & Walderhaug, H.J.; 1996: Continental break-up and collision in the Neoproterozoic and Palaeozoic - A tale of Baltica and Laurentia, Earth-Science Reviews 40, p. 229-258.
- Windley, B.F.; 1996: The Evolving Continents, John Wiley & Sons（3rd ed.）, ISBN 0471917397.
- Ziegler, P.A.; 1990: Geological Atlas of Western and Central Europe, Shell Internationale Petroleum Maatschappij BV（2nd ed.）, ISBN 90-6644-125-9.

## 外部連結
- Earth.ox.ac.uk （页面存档备份，存于） - For more extensive geologic information see Ordovician paleogeography and the evolution of the Iapetus ocean.